# Zoraida maculicosta
Zoraida maculicosta är en insektsart som beskrevs av Schmidt 1926. Zoraida maculicosta ingår i släktet Zoraida och familjen Derbidae. Inga underarter finns listade i Catalogue of Life.